# Can Cerdà (Palau-solità i Plegamans)
Can Cerdà és una masia de Palau-solità i Plegamans (Vallès Occidental) inclosa a l'Inventari del Patrimoni Arquitectònic de Catalunya. El seu origen es remunta al segle xv, ja que està documentada des de l'any 1400 com una propietat rural dedicada a activitats agrícoles i ramaderes, pròpies de l'economia rural catalana de l'època.

## Descripció
Can Cerdà té l’estructura típica de les masies catalanes, amb planta rectangular, teulada a dues aigües i un pati davanter. Destaquen els seus murs de pedra, les bigues de fusta i alguns elements decoratius originals.
La casa, malgrat haver estat restaurada, conserva mostres evidents de la seva importància com a masia, una de les principals de Plegamans. Presenta planta rectangular, teulada a dos vessants amb incipient ràfec de dues filades de teules decoratives. Té planta baixa i primer pis. A la planta baixa té la porta d'entrada d'arc de mig punt adovellat. Davant la façana principal s'obre un pati envoltat de cossos annexos dedicats a les necessitats agrícoles i ramaderes. Aquest pati té un accés de portalada rectangular d'arc rebaixat i amb un teuladet a dos vessants de teules àrabs. La seva fàbrica és de còdols, maó i alguna pedra cantonera.
A la façana té un rellotge de sol de l'any 1959.
A l'interior de Can Cerdà, hi ha una escala muntada sobre mig arc de pedra que porta al pis de dalt. La planta baixa té una sala gran, que comunica a mà dreta amb l'antiga cuina, on es pot apreciar on estava situada la campana de la seva llar de foc.
Es troba envoltada de camps que històricament han estat conreats. Tot i que el paisatge rural ha canviat molt, la masia continua sent un símbol de les arrels agrícoles de la regió.

## Història
La masia sempre ha estat en mans de la mateixa família sense haver perdut el nom. L'ascendència Cerdà neix cap a l'any 1258 dins del manso l'Olzines. De la casa es tenen notícies documentals l'any 1401, quan apareix com l'establiment fet pel prepòsit de Sant Cugat a Sant Genís de Plegamans, per la pensió anual de dues quarterades d'oli i un parell de capons, pagant d'entrada dotze sous.
Diferents membres de la família Cerdà apareixen en els fogatges dels anys 1427, 1497, 1515 i 1552.
Al llarg dels segles, Can Cerdà ha experimentat modificacions i ampliacions. Tot i que conserva l’estructura tradicional d’una masia catalana, la seva arquitectura mostra elements propis del Renaixement i del Barroc, característics de les reformes realitzades entre els segles XVI i XVII.
Al segle XXI, la masia encara està en mans de la família Cerdà, que li va donar el nom. Com era habitual, el cognom dels propietaris es va associar directament a la finca, un fet comú en la toponímia rural catalana.
La masia formava part del nucli rural de Plegamans, una de les dues localitats que, l’any 1840, es van unir per formar el municipi de Palau-solità i Plegamans.
Tot i que les activitats agrícoles han anat desapareixent progressivament a la zona, Can Cerdà s'ha conservat com a patrimoni històric local. El seu valor rau en la representació de la vida rural tradicional catalana i en la seva importància cultural dins del municipi.